# Тулвілл (Каліфорнія)
Тулвілл (англ. Tooleville) — переписна місцевість (CDP) в США, в окрузі Туларе штату Каліфорнія. Населення — 286 осіб (2020).

## Географія
Тулвілл розташований за координатами 36°17′16″ пн. ш. 119°6′56″ зх. д. / 36.28778° пн. ш. 119.11556° зх. д. (36.287753, -119.115435).  За даними Бюро перепису населення США у 2010 році переписна місцевість мала площу 0,17 км², уся площа — суходіл.

## Демографія
Згідно з переписом 2010 року, у переписній місцевості мешкало 339 осіб у 78 домогосподарствах у складі 65 родин. Густота населення становила 1960 осіб/км².  Було 82 помешкання (474/км²).
Расовий склад населення:
| - 42,8 % — білих - 5,6 % — корінних американців - 2,4 % — азіатів - 1,5 % — чорних або афроамериканців - 0,6 % — вихідців з тихоокеанських островів - 43,7 % — осіб інших рас |

До двох чи більше рас належало 3,5 %. Частка іспаномовних становила 82,3 % від усіх жителів.
За віковим діапазоном населення розподілялося таким чином: 36,6 % — особи молодші 18 років, 57,8 % — особи у віці 18—64 років, 5,6 % — особи у віці 65 років та старші. Медіана віку мешканця становила 22,4 року. На 100 осіб жіночої статі у переписній місцевості припадало 100,6 чоловіків;  на 100 жінок у віці від 18 років та старших — 106,7 чоловіків також старших 18 років.
Середній дохід на одне домашнє господарство  становив 37 256 доларів США (медіана — 29 455), а середній дохід на одну сім'ю — 28 020 доларів (медіана — 27 644). За межею бідності перебувало 7,9 % осіб, у тому числі 0,0 % дітей у віці до 18 років та 0,0 % осіб у віці 65 років та старших.
Цивільне працевлаштоване населення становило 232 особи. Основні галузі зайнятості: сільське господарство, лісництво, риболовля — 60,8 %, оптова торгівля — 17,2 %, мистецтво, розваги та відпочинок — 13,8 %.